# Magnus Bard
Ej att förväxla med musikern Magnus Bard (född 1961), som sedan 1980-talet är känd som Alexander Bard

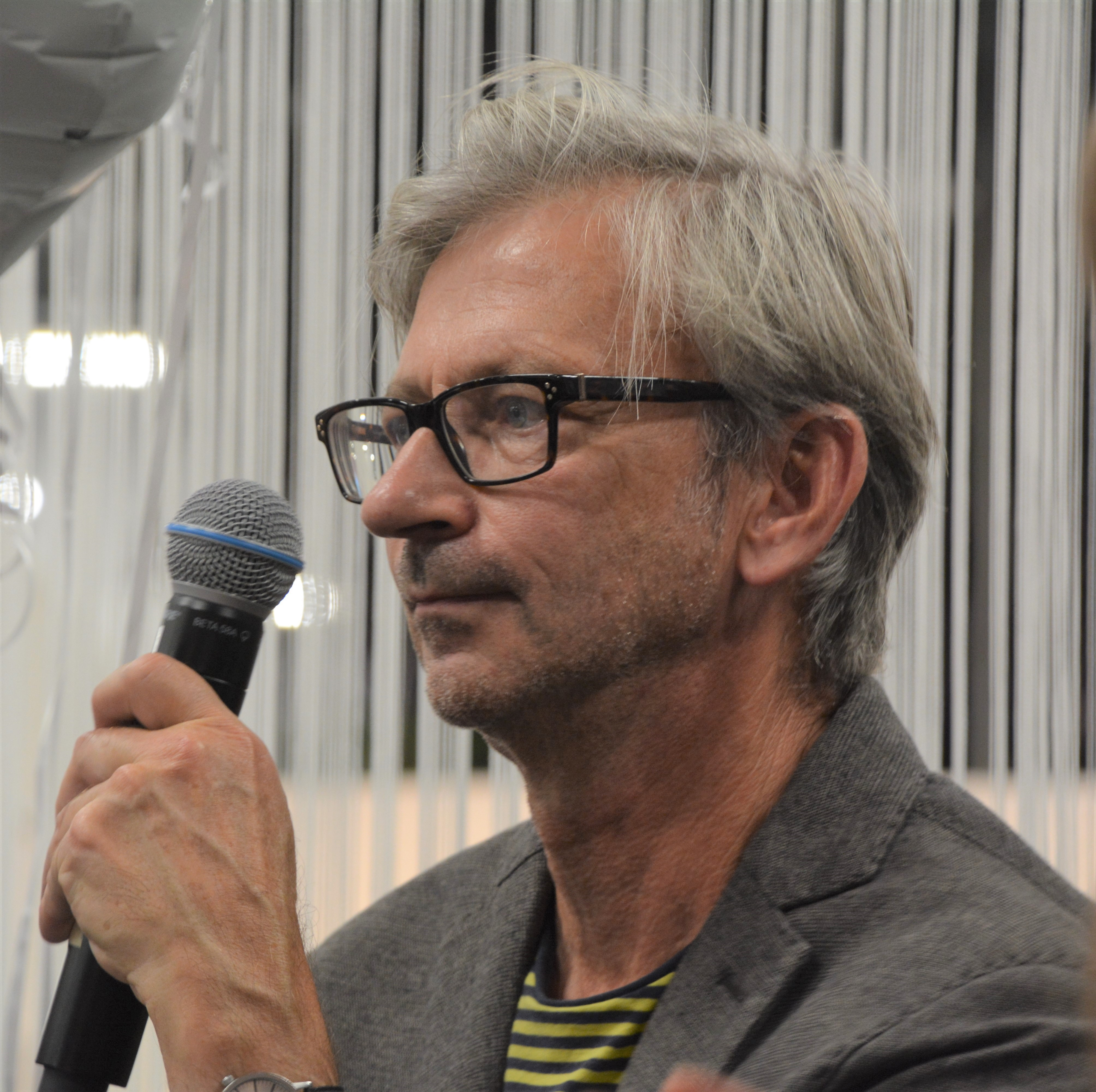
Magnus Bard på Bokmässan i Göteborg 2018

Magnus Bard, född 1955, är en svensk illustratör. Han kommer från Vindeln i Västerbotten och bor i Vallentuna. Han har varit verksam som illustratör sedan 1980 och har sedan 1998 en halvtidstjänst på Dagens Nyheter där han bland annat illustrerar huvudledaren. Återstoden av sin arbetstid ägnar han åt resereportage, bokillustrationer till barn- och vuxenböcker samt illustrationer till andra tidskrifter, företrädesvis Kommunalarbetaren.
Magnus Bard har haft separatutställningar på bland annat Sundsvalls museum, Bildmuseet i Umeå och Teckningsmuseet i Laholm.

## Priser och utmärkelser
- Stora svenska illustratörspriset år 2005
- EWK-priset år 2012